# Pinerolo F.C.
Câu lạc bộ bóng đá Pinerolo (hay đơn giản là Pinerolo) là một câu lạc bộ bóng đá Ý, có trụ sở tại Pinerolo, Piedmont.

## Lịch sử
Pinerolo là một trong những đội bóng đầu tiên ở Ý, có từ trước Thế chiến thứ nhất, nhưng chỉ đến năm 1918, nó mới được chính thức ra đời với tên Câu lạc bộ bóng đá Pinerolo. Đội bóng đã bước vào bóng đá chính thức vào năm 1931 khi giành được chức vô địch đầu tiên của Seconda Divisione (cấp độ thứ ba của kỷ nguyên kim tự tháp bóng đá Ý) và thăng hạng lên Prima Divisione.
Pinerolo vẫn ở lại giải đấu cho đến năm 1935 khi Prima Divisione được cải tổ theo khu vực: chỉ còn một mùa giải ở cấp độ này khi đội được thăng hạng lên Serie C vào năm 1936: ở đây Pinerolo thi đấu được năm mùa. Năm 1941 đã không nộp hồ sơ để tham gia Serie C, nhưng sau Thế chiến thứ hai, đội đã được nhận vào giải đấu được mở rộng rất nhiều so với các mùa trước.
Năm 1948 xuống hạng Promozione và năm sau tại Prima Divisione: phải đợi đến năm 1956 để được thăng hạng lên IV Serie. Nhưng vào năm 1956, Pinerolo phải chịu một cuộc xuống hạng mới vàt trở lại ở Prima Divisione, nơi đội tham gia trong bốn mùa trước khi được thăng hạng ở Serie D.
Năm 1966 xuống hạng một lần nữa ở Pima Divisione và đợi đến năm 1979 để trở lại ở Serie D: đội vẫn duy trì ở cấp độ này cho đến năm 1998 (trừ mùa giải 1991-1992). Những năm sau đó, đội đã chơi ở Eccellenza và Promozione (trừ mùa giải 2002-2003). Mùa 2014-15 Pinerolo giành được chiến thắng tại bảng B của Eccellenza Piedmont và giành quyền thăng hạng lên Serie D.
Mùa giải 2015-16 Pinerolo kết thúc thứ 7 trong Girone A của Serie D.

## Màu sắc và huy hiệu
Màu sắc của đội là xanh và trắng.